# 八的麻亦兒間卜
八的麻亦儿间卜（藏語：པདྨ་རྒྱལ་པོ་，威利转写：Padma-rgyal po，?—?），元泰定帝次子，元天顺帝的弟弟。
八的麻亦儿间卜在泰定元年三月二十三日（1324年4月17日）以皇子嗣封晋王。泰定四年（1327年），元泰定帝敕右丞相塔失帖木儿、左丞相倒剌沙兼领晋王内史四斡儿朵事。隔年元天顺帝即位不久后失势，八的麻亦儿间卜亦早逝无后。

## 资料来源
- 《元史·宗室世系表》
- 《新元史》

1. ↑  柯劭忞. . 中華民國 （中文）. 己酉，皇子八的麻亦兒間卜嗣封晉王。湘寧王八刺失里出鎮察罕腦兒。知樞密院事也兒吉的出為雲南行省右丞相。